# تشيب هايز
تشيب هايز (بالإنجليزية: Chip Hayes)‏ هو كاتب سيناريو أمريكي، ولد في 15 ديسمبر 1956.

## وصلات خارجية
- تشيب هايز على موقع IMDb (الإنجليزية)
- تشيب هايز على موقع قاعدة بيانات الفيلم (الإنجليزية)